# Juan de la Cuesta (maestro cantero)

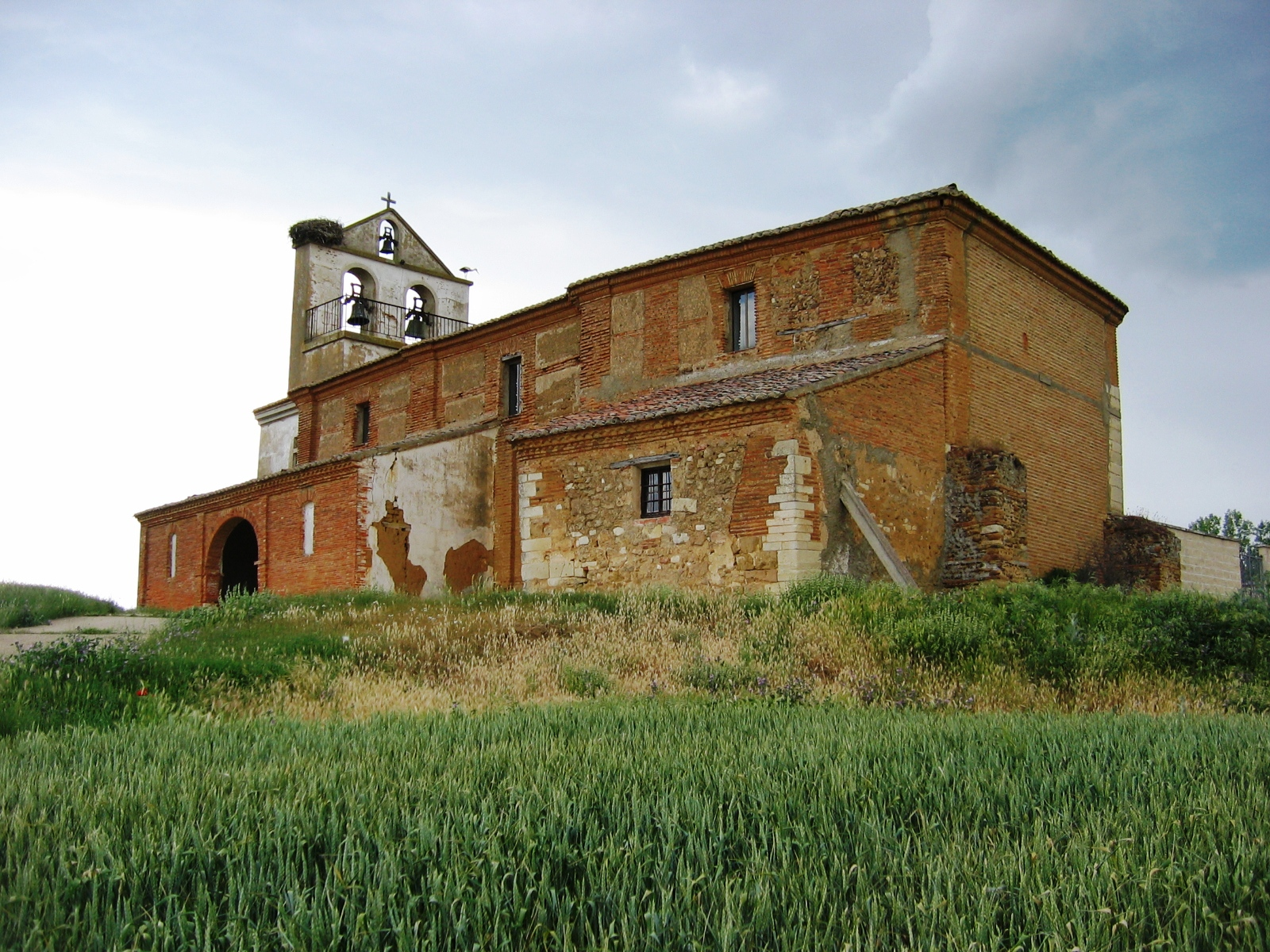
Iglesia de Nuestra Señora de la Asunción de Villamelendro,, obra del cántabro Juan de la Cuesta.

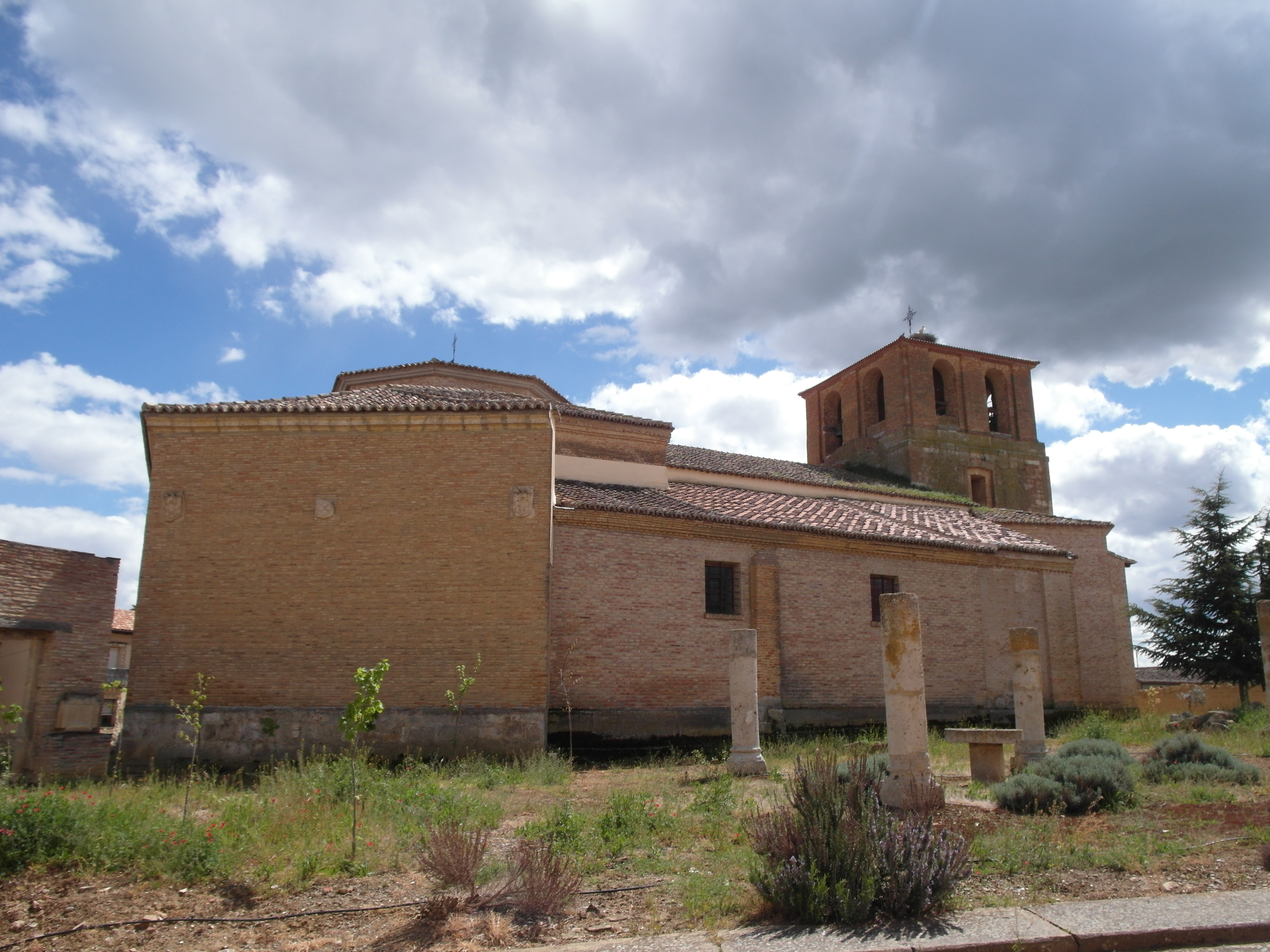
Iglesia de San Agustín en Capillas (Palencia)

Juan de la Cuesta fue un maestro cantero cántabro, natural de Secadura, en la Junta de Voto y vecino de Carrión de los Condes, donde falleció cerca del año 1592. Desarrolló su trabajo principalmente en la zona que actualmente es conocida como provincia de Palencia.

## Biografía
Este maestro trasmerano procedente del Valle de Aras, trabaja intensamente en Carrión y el entorno durante un breve período que transcurre durante poco más de
una década, desde 1579 a principios de 1592 en que ya había fallecido. Es probable, por tanto, que estableciera su lugar de residencia en la villa condal en una etapa madura de su vida, a tenor de un documento de 1549 que lo sitúa en la iglesia de Santa María de Villamelendro, en que aparece citado ya como maestro, lo que permitiría retrasar su nacimiento, al menos a 1530.
Desarrolla una actividad ambivalente, tanto como tracista, como de “hacedor” de varias obras bajo el mando de otros maestros. Probablemente tuvo un descendiente del mismo nombre que continuó la tradición cantera, el cual hace acto de presencia en 1654, al figurar como veedor y tasador de la obra ejecutada en el templo de San Julián de Carrión por Jerónimo de Avendaño.

## Obras
Entre sus obras, se encuentran las que se enumeran, de forma cronológica, a continuación:
- 1549: trabaja en la Iglesia de Nuestra Señora de la Asunción en Villamelendro de Valdavia;[4]
- 1581: en Carrión de los Condes, se aprueban sus trazas y condiciones para el claustro del, ya desaparecido, Monasterio de San Francisco;[5]
- 1583: en Fuentes de Nava realiza una capilla para el deán de Charcas (Perú) en la Iglesia de San Pedro y en Osorno la Mayor, junto con Hernando del Río, trabaja en las obras del puente, continuándolas en 1592;
- 1584: en el pueblo de Capillas, diseña las trazas de la capilla mayor de la Iglesia de San Agustín;[5]
- 1585: en Carrión de los Condes realiza las trazas para el Monasterio de Santo Domingo. En ese mismo año, y en la misma localidad, se corrigen las trazas que Juan de la Cuesta había hecho años antes para la Iglesia de Nuestra Señora de Belén;
- 1588: en Husillos, Juan de Nates traspasa las obras del puente, cuyas trazas habían sido hechas con anterioridad por Juan de la Cuesta;[6]
- 1589: en Palencia, Juan de la Cuesta realizó las obras del claustro del Monasterio de San Francisco, y ejecuta obras en las casas Episcopales;
- 1591: Juan de la Cuesta recibe pagos por la Torre de la Iglesia de la Santa Cruz en Grijota.

Tiene otros trabajos de fecha incierta como la traza para el puente de Cartes (Cantabria) junto a Francisco de la Haza.